# Queen's Dubonnet
Pour les articles homonymes, voir Queen (homonymie) et Dubonnet.
Un cocktail Dubonnet ou Queen's Dubonnet est un cocktail anglais à base de gin et de vermouth Dubonnet. 

## Histoire
Le cocktail Dubonnet est édité en 1914 dans le guide des cocktails Drinks, de Jacques Straub,, barman du Blackstone Hotel de Chicago, avec 1 dose de gin pour 1 dose de vermouth Dubonnet français (mélange de vin fortifié infusé d'herbes et d'épices), et 1 trait d'Angostura. 
Variante des cocktails Martini et Queens (également à base de gin et de vermouth), il est en vogue au Royaume-Uni dans les années 1920, et devient célèbre dans le monde en tant qu'apéritif préféré d'Elizabeth Bowes-Lyon, reine consort du Royaume-Uni, puis de sa fille la reine Élisabeth II (sous le nom de Queen's Dubonnet, avec 1 dose de gin pour 2 doses de Dubonnet et 1 zeste de citron),,.
Les cocktails Martini deviennent célèbres dans le monde à partir des années 1950, en tant que cocktail préféré de l'agent secret britannique James Bond 007 de Ian Fleming, avec ses variantes Vodka martini, et Vesper, préparés « au shaker, pas à la cuillère » (shaken, not stirred (en)),.

## Recette du cocktail Dubonnet
- 1 dose de gin
- 1 doses de Dubonnet
- 1  trait d'Angostura

## Recette du Queen's Dubonnet
- 1 dose de gin
- 2 doses de Dubonnet
- 1 zeste de citron

Verser le gin puis le Dubonnet dans un verre ballon (ou verre old fashioned) et ajouter deux glaçons. Servir avec un zeste de citron,,,.

## Quelques variantes
- Dubonnet
- Zaza, avec de l'Angostura[17]
- Gimlet
- Martini
- Vodka martini
- Bronx (cocktail)
- Queens (cocktail)
- Manhattan (cocktail)
- Brooklyn (cocktail)
- Martinez (cocktail)
- Créole Crème
- Martini Perfect (it)
- Vesper (cocktail)
- French 75 (cocktail)